# Franz Heske
Franz Heske (* 3. Juli 1892 in Frauenberg, Böhmen; † 7. März 1963 in Hamburg) war ein österreichisch-deutscher Forstwissenschaftler und Hochschullehrer. Er gilt als Begründer der „Weltforstwirtschaft“ und ist Schöpfer der Philosophie der Organik.

## Leben
Aufgewachsen im Böhmerwald, studierte Franz Heske Forstwissenschaft an der Universität für Bodenkultur Wien. 1928 wurde er zum Professor für Forstwissenschaft und Direktor des Instituts für Forsteinrichtung an der Forstlichen Hochschule in Tharandt (Sachsen) berufen. 1931 gründete er dort das „Institut für ausländische und koloniale Forstwirtschaft“, das 1937 zur Reichsanstalt erklärt und 1940 auf Weisung von Reichsforstmeister Hermann Göring ins Reinbeker Schloss nach Reinbek verlegt wurde. Heske leitete 1943 mit Paul Vageler am Deutschen Institut im besetzten Paris die Abteilung Forstwirtschaft und Bodenkunde. Zumindest 1942 ist Hedemann nach den Quellen Mitglied im Beirat der Gesellschaft für europäische Wirtschaftsplanung und Großraumwirtschaft, welche die deutsche Herrschaft über Europa nach dem erwarteten Sieg plante. Heske blieb bis zu seiner Emeritierung 1956 Leiter der Einrichtung beziehungsweise von deren Nachfolgeinstitution, der Bundesforschungsanstalt für Forst- und Holzwirtschaft (BFH). Wegen seiner während der Zeit des Nationalsozialismus vertretenen Ideen für eine koloniale Forstwirtschaft war er jedoch nicht unumstritten. Im November 1933 unterzeichnete er das Bekenntnis der Professoren an den deutschen Universitäten und Hochschulen zu Adolf Hitler.
Heske ist Autor von 130 Publikationen und war Herausgeber der von ihm 1932 gegründeten Zeitschrift für Weltforstwirtschaft. Seine Arbeiten, mit denen er der Weltforstwirtschaft entscheidende Entwicklungsimpulse gegeben hat, brachten Leitlinien für die Holznutzung, den Waldbau und speziell auch für die Walderhaltung in den Tropen.
Nachdem er schon zuvor längere Zeit in den USA, Indien und der Türkei tätig war, fungierte Heske von 1957 bis 1961 als Generalforstmeister in Äthiopien. Dort brachte er ein Forstgesetz auf den Weg, baute eine Forstverwaltung auf und richtete eine Forstschule ein. Über diese Tätigkeit berichtete er in dem Buch Erkenntnisse und Erfahrungen zur forstlichen Bodenbenutzung der Entwicklungsländer am Beispiel von Äthiopien, das postum 1966 erschien.
Franz Heske ist Schöpfer der naturphilosophischen Denkrichtung der Organik, deren Grundlagen er in dem Buch Besitz und Verpflichtung. Ein Beitrag der Waldwirtschaft zur sozialökonomischen Problematik unserer Zeit (1950) entwickelte. 1954 schrieb er zusammen mit Pascual Jordan und Adolf Meyer-Abich das Werk Organik. Beiträge zur Kultur unserer Zeit. Damit wurde Heske einer der wesentlichen theoretischen Vorläufer der erst in den 1990er-Jahren allgemein aufkommenden Gedanken einer allgemeinen nachhaltigen Entwicklung und Lebensweise sowie der Nachhaltigkeitswissenschaft. Heskes Gedankengut wurde später von seinem Schüler Rolf Hennig fortentwickelt. Auf Initiative von Hennig wurde 1990 auch die gemeinnützige „Gesellschaft für Organik e. V.“ gegründet, die sich die Pflege der Gedanken Heskes und den weiteren Ausbau seiner Philosophie zum Ziel gesetzt hat.
Franz Heske starb unerwartet am 7. März 1963 in Hamburg an Herzversagen.

## Ehrungen
- Ehrenmitgliedschaft des Bundes Deutscher Holzwirte.

## Schriften

### Wissenschaftliche Schriften
- zusammen mit Karl Hoffmeister: Die Theorie der Grundrente und ihre Anwendung auf das forstliche Grundrentenproblem, Wien 1927
- Beitrag zur Kenntnis der Waldzonen des Westhimalaya, Helsinki 1929
- Im heiligen Lande der Gangesquellen, Neudamm 1937
- German Forestry, New Haven 1938
- Bundesanstalt für Forst- und Holzwirtschaft, Reinbek bei Hamburg. 1930–1950, Reinbek 1950
- Besitz und Verpflichtung. Ein Beitrag der Waldwirtschaft zur sozialökonomischen Problematik unserer Zeit, Hamburg-Reinbek 1950
- Die Erschließung der Steppe. Gedanken zu einem Nationalplan der Walderhaltung, Dürrebekämpfung und Innenkolonisation in der Türkei, Istanbul 1953
- zusammen mit Pascual Jordan und Adolf Meyer-Abich: Organik. Beiträge zur Kultur unserer Zeit, Berlin-Grunewald 1954
- Erkenntnisse und Erfahrungen zur forstlichen Bodenbenutzung der Entwicklungsländer am Beispiel von Äthiopien, (Forschungsberichte des Landes Nordrhein-Westfalen, Nr. 1252), Köln und Opladen 1966
- Zur Philosophie einer Ganzheit vor den Teilen, (Schriften zur Organik, Nr. 8), Quickborn 1995, ISBN 3-927947-08-3

### Herausgebertätigkeit
- Merkblätter des Reichsinstitutes für Forst- und Holzwirtschaft (1949 ff. unter dem Titel Merkblätter des Zentralinstitutes für Forst- und Holzwirtschaft)
- Zeitschrift für Weltforstwirtschaft (1932 ff.)

### Karten
- zusammen mit Richard Torunsky: Waldverbreitung Deutschlands, Ausgabe 1:1.000.000, Neudamm und Berlin 1937
- als Begründer: Weltforstatlas, Hamburg und Berlin